# Кравець Ганна Іванівна
Ганна Іванівна Кравець (? — ?) — українська радянська діячка, новатор виробництва, шва́чка Вінницької швейної фабрики імені Володарського Вінницької області. Депутат Верховної Ради УРСР 6-го скликання.

## Біографія
Закінчила школу фабрично-заводського навчання у місті Вінниці.
З 1950 року — шва́чка-резервістка Вінницької швейної фабрики імені Володарського Вінницької області. Без відриву від виробництва закінчила вечірню середню школу робітничої молоді.
Потім — на пенсії у місті Вінниці Вінницької області.

## Нагороди
- ордени
- медалі